# Sultan Azlan Shah Cup 2022
Navigation
2019 2024
La Sultan Azlan Shah Cup 2022 est la 29e édition de la Sultan Azlan Shah Cup. Il s’est tenu à Ipoh, en Malaisie, du 1er au 10 novembre.
Le nombre d’équipes pour la coupe de cette année est le même que celui du tournoi de l’année dernière où six équipes se sont affrontées. Le Pakistan, l’Égypte, le Japon, la Malaisie, l’Afrique du Sud et la Corée du Sud ont participé à cette édition de la Sultan Azlan Shah Cup.

## Équipes
En incluant le pays hôte, 6 équipes ont participé au tournoi,.
- Égypte
- Japon
- Corée du Sud
- Malaisie
- Pakistan
- Afrique du Sud

## Phase préliminaire
Toutes les heures correspondent à l'heure en Malaisie (UTC+8).
| Rang | Équipe         | J | V | N | P | BP | BC | Diff | Pts | Qualification          |
| ---- | -------------- | - | - | - | - | -- | -- | ---- | --- | ---------------------- |
| 1    | Corée du Sud T | 5 | 4 | 1 | 0 | 8  | 2  | +6   | 13  | Finale                 |
| 2    | Malaisie H     | 5 | 3 | 1 | 1 | 16 | 9  | +7   | 10  | Finale                 |
| 3    | Japon          | 5 | 2 | 1 | 2 | 9  | 9  | 0    | 7   | Match pour la 3e place |
| 4    | Pakistan       | 5 | 1 | 2 | 2 | 9  | 10 | -1   | 5   | Match pour la 3e place |
| 5    | Égypte         | 5 | 1 | 1 | 3 | 5  | 9  | -4   | 4   |                        |
| 6    | Afrique du Sud | 5 | 1 | 0 | 4 | 9  | 17 | -8   | 3   |                        |

Source: FIH
| Match 1                 | Japon        | 1 - 0   | Égypte |                                                                   |                                                                   |
| 1er novembre 2022 16h00 | Yamasaki 16e | (1 - 0) |        | Arbitrage : Javed Shaikh Haroon Rashid Arbitre vidéo : You Hyosik | Arbitrage : Javed Shaikh Haroon Rashid Arbitre vidéo : You Hyosik |
| 1er novembre 2022 16h00 | Rapport      |         |        | Arbitrage : Javed Shaikh Haroon Rashid Arbitre vidéo : You Hyosik | Arbitrage : Javed Shaikh Haroon Rashid Arbitre vidéo : You Hyosik |

| Match 2                 | Afrique du Sud                                               | 4 - 1   | Pakistan   |                                                                               |                                                                               |
| 1er novembre 2022 18h00 | De Lora 25e · Beauchamp 27e · Ngubane 38e · Le Forestier 43e | (2 - 0) | 47e Shahid | Arbitrage : Puvalagan Paskaran Ahmed Elsayed Arbitre vidéo : Norhisham Shaari | Arbitrage : Puvalagan Paskaran Ahmed Elsayed Arbitre vidéo : Norhisham Shaari |
| 1er novembre 2022 18h00 | Rapport                                                      |         |            | Arbitrage : Puvalagan Paskaran Ahmed Elsayed Arbitre vidéo : Norhisham Shaari | Arbitrage : Puvalagan Paskaran Ahmed Elsayed Arbitre vidéo : Norhisham Shaari |

| Match 3                 | Malaisie | 0 - 3   | Corée du Sud                      |                                                                    |                                                                    |
| 1er novembre 2022 20h00 |          | (0 - 2) | 10e, 33e Jang J.H. · 30e Kim H.H. | Arbitrage : Darren Hubach Kenta Uziie Arbitre vidéo : Raghu Prasad | Arbitrage : Darren Hubach Kenta Uziie Arbitre vidéo : Raghu Prasad |
| 1er novembre 2022 20h00 | Rapport  |         |                                   | Arbitrage : Darren Hubach Kenta Uziie Arbitre vidéo : Raghu Prasad | Arbitrage : Darren Hubach Kenta Uziie Arbitre vidéo : Raghu Prasad |

| Match 4               | Afrique du Sud | 0 - 3   | Égypte                          |                                                                          |                                                                          |
| 2 novembre 2022 16h00 |                | (0 - 3) | 7e Adel · 15e H. Atef · 22e Ali | Arbitrage : Puvalagan Paskaran Haroon Rashid Arbitre vidéo : Kenta Uziie | Arbitrage : Puvalagan Paskaran Haroon Rashid Arbitre vidéo : Kenta Uziie |
| 2 novembre 2022 16h00 | Rapport        |         |                                 | Arbitrage : Puvalagan Paskaran Haroon Rashid Arbitre vidéo : Kenta Uziie | Arbitrage : Puvalagan Paskaran Haroon Rashid Arbitre vidéo : Kenta Uziie |

| Match 5               | Corée du Sud  | 1 - 0   | Japon |                                                                          |                                                                          |
| 2 novembre 2022 18h00 | Jeon B.J. 42e | (0 - 0) |       | Arbitrage : Norhisham Shaari Ahmed Elsayed Arbitre vidéo : Darren Hubach | Arbitrage : Norhisham Shaari Ahmed Elsayed Arbitre vidéo : Darren Hubach |
| 2 novembre 2022 18h00 | Rapport       |         |       | Arbitrage : Norhisham Shaari Ahmed Elsayed Arbitre vidéo : Darren Hubach | Arbitrage : Norhisham Shaari Ahmed Elsayed Arbitre vidéo : Darren Hubach |

| Match 6               | Malaisie   | 1 - 1   | Pakistan  |                                                                  |                                                                  |
| 2 novembre 2022 20h00 | Shello 26e | (1 - 0) | 36e Arbaz | Arbitrage : Raghu Prasad You Hyosik Arbitre vidéo : Javed Shaikh | Arbitrage : Raghu Prasad You Hyosik Arbitre vidéo : Javed Shaikh |
| 2 novembre 2022 20h00 | Rapport    |         |           | Arbitrage : Raghu Prasad You Hyosik Arbitre vidéo : Javed Shaikh | Arbitrage : Raghu Prasad You Hyosik Arbitre vidéo : Javed Shaikh |

| Match 7               | Japon                   | 2 - 2   | Pakistan        |                                                                    |                                                                    |
| 4 novembre 2022 16h00 | Fukuda 43e · Kawabe 55e | (0 - 2) | 17e, 19e Sufyan | Arbitrage : You Hyosik Darren Hubach Arbitre vidéo : Ahmed Elsayed | Arbitrage : You Hyosik Darren Hubach Arbitre vidéo : Ahmed Elsayed |
| 4 novembre 2022 16h00 | Rapport                 |         |                 | Arbitrage : You Hyosik Darren Hubach Arbitre vidéo : Ahmed Elsayed | Arbitrage : You Hyosik Darren Hubach Arbitre vidéo : Ahmed Elsayed |

| Match 8               | Corée du Sud | 0 - 0   | Égypte |                                                                              |                                                                              |
| 4 novembre 2022 18h00 |              | (0 - 0) |        | Arbitrage : Norhisham Shaari Javed Shaikh Arbitre vidéo : Puvalagan Paskaran | Arbitrage : Norhisham Shaari Javed Shaikh Arbitre vidéo : Puvalagan Paskaran |
| 4 novembre 2022 18h00 | Rapport      |         |        | Arbitrage : Norhisham Shaari Javed Shaikh Arbitre vidéo : Puvalagan Paskaran | Arbitrage : Norhisham Shaari Javed Shaikh Arbitre vidéo : Puvalagan Paskaran |

| Match 9               | Malaisie                                                              | 7 - 2   | Afrique du Sud                   |                                                                     |                                                                     |
| 4 novembre 2022 20h00 | Razie 18e, 20e, 51e · Rozemi 23e · Kamal 24e · Shello 39e · Najmi 43e | (4 - 1) | 12e Le Forestier · 35e Beauchamp | Arbitrage : Kenta Uziie Ahmed Elsayed Arbitre vidéo : Haroon Rashid | Arbitrage : Kenta Uziie Ahmed Elsayed Arbitre vidéo : Haroon Rashid |
| 4 novembre 2022 20h00 | Rapport                                                               |         |                                  | Arbitrage : Kenta Uziie Ahmed Elsayed Arbitre vidéo : Haroon Rashid | Arbitrage : Kenta Uziie Ahmed Elsayed Arbitre vidéo : Haroon Rashid |

| Match 10              | Corée du Sud      | 2 - 1   | Pakistan  |                                                                    |                                                                    |
| 5 novembre 2022 16h00 | Kim H.H. 51e, 52e | (0 - 1) | 4e Shahid | Arbitrage : Raghu Prasad Kenta Uziie Arbitre vidéo : Darren Hubach | Arbitrage : Raghu Prasad Kenta Uziie Arbitre vidéo : Darren Hubach |
| 5 novembre 2022 16h00 | Rapport           |         |           | Arbitrage : Raghu Prasad Kenta Uziie Arbitre vidéo : Darren Hubach | Arbitrage : Raghu Prasad Kenta Uziie Arbitre vidéo : Darren Hubach |

| Match 11              | Afrique du Sud   | 2 - 4   | Japon                                               |                                                                         |                                                                         |
| 5 novembre 2022 18h00 | Sherwood 7e, 54e | (1 - 3) | 11e Kato · 20e S. Tanaka · 27e Yamasaki · 51e Saeki | Arbitrage : Puvalagan Paskaran You Hyosik Arbitre vidéo : Ahmed Elsayed | Arbitrage : Puvalagan Paskaran You Hyosik Arbitre vidéo : Ahmed Elsayed |
| 5 novembre 2022 18h00 | Rapport          |         |                                                     | Arbitrage : Puvalagan Paskaran You Hyosik Arbitre vidéo : Ahmed Elsayed | Arbitrage : Puvalagan Paskaran You Hyosik Arbitre vidéo : Ahmed Elsayed |

| Match 12              | Malaisie                                  | 4 - 1   | Égypte      |                                                                     |                                                                     |
| 5 novembre 2022 20h00 | Shello 13e, 51e · Firhan 41e · Amirul 49e | (1 - 1) | 27e Mamdouh | Arbitrage : Darren Hubach Haroon Rashid Arbitre vidéo : Kenta Uziie | Arbitrage : Darren Hubach Haroon Rashid Arbitre vidéo : Kenta Uziie |
| 5 novembre 2022 20h00 | Rapport                                   |         |             | Arbitrage : Darren Hubach Haroon Rashid Arbitre vidéo : Kenta Uziie | Arbitrage : Darren Hubach Haroon Rashid Arbitre vidéo : Kenta Uziie |

| Match 13              | Corée du Sud       | 2 - 1   | Afrique du Sud |                                                                          |                                                                          |
| 7 novembre 2022 16h00 | Jeon B.J. 26e, 32e | (1 - 0) | 40e Sherwood   | Arbitrage : Norhisham Shaari Ahmed Elsayed Arbitre vidéo : Haroon Rashid | Arbitrage : Norhisham Shaari Ahmed Elsayed Arbitre vidéo : Haroon Rashid |
| 7 novembre 2022 16h00 | Rapport            |         |                | Arbitrage : Norhisham Shaari Ahmed Elsayed Arbitre vidéo : Haroon Rashid | Arbitrage : Norhisham Shaari Ahmed Elsayed Arbitre vidéo : Haroon Rashid |

| Match 14              | Pakistan                                | 4 - 1   | Égypte         |                                                                         |                                                                         |
| 7 novembre 2022 18h00 | Rana 12e · Sufyan 26e, 44e · Arshad 39e | (2 - 0) | 50e Moh. Ragab | Arbitrage : Puvalagan Paskaran Raghu Prasad Arbitre vidéo : Kenta Uziie | Arbitrage : Puvalagan Paskaran Raghu Prasad Arbitre vidéo : Kenta Uziie |
| 7 novembre 2022 18h00 | Rapport                                 |         |                | Arbitrage : Puvalagan Paskaran Raghu Prasad Arbitre vidéo : Kenta Uziie | Arbitrage : Puvalagan Paskaran Raghu Prasad Arbitre vidéo : Kenta Uziie |

| Match 15              | Malaisie                                 | 4 - 2   | Japon                      |                                                                   |                                                                   |
| 7 novembre 2022 20h00 | Razie 8e, 9e · Aiman 31e · Norsyafiq 46e | (2 - 1) | 23e K. Tanaka · 35e Yamada | Arbitrage : Javed Shaikh You Hyosik Arbitre vidéo : Darren Hubach | Arbitrage : Javed Shaikh You Hyosik Arbitre vidéo : Darren Hubach |
| 7 novembre 2022 20h00 | Rapport                                  |         |                            | Arbitrage : Javed Shaikh You Hyosik Arbitre vidéo : Darren Hubach | Arbitrage : Javed Shaikh You Hyosik Arbitre vidéo : Darren Hubach |

## Phase de classement

### Match pour la5eplace
| Match 16              | Afrique du Sud | 1 - 2   | Égypte                  |                                                                       |                                                                       |
| 9 novembre 2022 16h00 | Beauchamp 12e  | (1 - 1) | 29e Adel · 44e I. Ragab | Arbitrage : Norhisham Shaari Kenta Uziie Arbitre vidéo : Raghu Prasad | Arbitrage : Norhisham Shaari Kenta Uziie Arbitre vidéo : Raghu Prasad |
| 9 novembre 2022 16h00 | Rapport        |         |                         | Arbitrage : Norhisham Shaari Kenta Uziie Arbitre vidéo : Raghu Prasad | Arbitrage : Norhisham Shaari Kenta Uziie Arbitre vidéo : Raghu Prasad |

### Match pour la3eplace
| Match 17              | Japon                       | 3 - 5   | Pakistan                                            |                                                                      |                                                                      |
| 9 novembre 2022 18h15 | Fukuda 10e · Nagai 31e, 50e | (1 - 3) | 11e Shahid · 18e Arbaz · 27e, 35e Rooman · 53e Rana | Arbitrage : Javed Shaikh Darren Hubach Arbitre vidéo : Ahmed Elsayed | Arbitrage : Javed Shaikh Darren Hubach Arbitre vidéo : Ahmed Elsayed |
| 9 novembre 2022 18h15 | Rapport                     |         |                                                     | Arbitrage : Javed Shaikh Darren Hubach Arbitre vidéo : Ahmed Elsayed | Arbitrage : Javed Shaikh Darren Hubach Arbitre vidéo : Ahmed Elsayed |

### Finale
| Match 18               | Malaisie                              | 3 - 2   | Corée du Sud                  |                                                                      |                                                                      |
| 10 novembre 2022 20h00 | Shello 15e · Razie 45e · Aminudin 48e | (1 - 1) | 16e Jang J.H. · 58e Jeon B.J. | Arbitrage : Raghu Prasad Haroon Rashid Arbitre vidéo : Darren Hubach | Arbitrage : Raghu Prasad Haroon Rashid Arbitre vidéo : Darren Hubach |
| 10 novembre 2022 20h00 | Rapport                               |         |                               | Arbitrage : Raghu Prasad Haroon Rashid Arbitre vidéo : Darren Hubach | Arbitrage : Raghu Prasad Haroon Rashid Arbitre vidéo : Darren Hubach |

## Classement final
| Rang               | Équipe         | J | V | N | P | BP | BC | Diff | Pts | Classement mondial FIH | Classement mondial FIH | Classement mondial FIH |
| Rang               | Équipe         | J | V | N | P | BP | BC | Diff | Pts | Avant                  | Après                  | Changement             |
| ------------------ | -------------- | - | - | - | - | -- | -- | ---- | --- | ---------------------- | ---------------------- | ---------------------- |
| Médaille d'or      | Malaisie H     | 6 | 4 | 1 | 1 | 19 | 11 | +8   | 13  | 10                     | 10                     | 0                      |
| Médaille d'argent  | Corée du Sud T | 6 | 4 | 1 | 1 | 10 | 5  | +5   | 13  | 12                     | 12                     | 0                      |
| Médaille de bronze | Pakistan       | 6 | 2 | 2 | 2 | 14 | 13 | +1   | 8   | 18                     | 17                     | 1                      |
| 4                  | Japon          | 6 | 2 | 1 | 3 | 12 | 14 | -2   | 7   | 17                     | 18                     | 1                      |
| 5                  | Égypte         | 6 | 2 | 1 | 3 | 7  | 10 | -3   | 7   | 20                     | 20                     | 0                      |
| 6                  | Afrique du Sud | 6 | 1 | 0 | 5 | 10 | 19 | -9   | 3   | 14                     | 16                     | 2                      |